# Baryšivka
Baryšivka (ukrajinsky Баришівка, rusky Барышевка – Baryševka) je městys (ukrajinsky selyšče) v Kyjevské oblasti na Ukrajině. K roku 2018 v ní žilo bezmála jedenáct tisíc obyvatel.

## Poloha a doprava
Baryšivka leží na břehu Trubiže, levého přítoku Dněpru. Je vzdálena přibližně sedmdesát kilometrů východně od Kyjeva a přibližně šest kilometrů severně od dálnice M 03 z Kyjeva do Charkova, po které je zde vedena Evropská silnice E40. V jižní části obce leží nádraží na železniční trati Kyjev – Poltava.

## Dějiny
První zmínka o Baryšivce je z přelomu let 1125/1126.
V letech 1843–1844 obec navštívil Taras Ševčenko.
Za druhé světové války byla Baryšivka obsazena německou armádou od září 1941 do září 1943.

### Rodáci
- Světlana Ivanovna Gerasimenková (* 1945), astronomka